# Copelatus abonnenci
Copelatus abonnenci é uma espécie de besouro aquático da família Dytiscidae. Faz parte do gênero Copelatus, da subfamília Copelatinae e da família Dytiscidae. Foi descrito por Guignot em 1939.